# Тес-Хемський кожуун
Тес-Хемський кожуун (тив.: Тес-Хем кожуун) — район республіки Тива Російської Федерації. Центр — село Самагалтай.

## Історія
Територія Тес-Хемського району розташована біля південних схилів хребта Східний Танну-Ола у південно-східній частині Убсу-Нурської котловини та межує на південному заході з Монголією. Тес-Хемський кожуун утворений у 1921 році як один з перших та найбільших в республіці. У наступні роки він зазнав кілька реорганізацій по адміністративно-територіальному поділу. До його складу в різні роки входили Ерзинський та Тере-Хольський кожууни. У 1945 році після входу Тиви до складу СРСР був перетворений у Тес-Хемський кожуун.

## Загальні дані
Районний центр — село Самагалтай — розташоване у східній частині Тес-Хемського кожууна. Відстань від райцентру до столиці Республіки Тива — м. Кизила складає 164 км, а до найближчої залізничної станції близько 600 км. Населення станом на 1 січня 2015 року 8355 чоловік.

## Адміністративний поділ
Кожуун складається з семи сільських поселень:
- Берт-Даг
- Кизил-Чираа
- О-Шинаа
- Самагалтай
- У-Шинаа
- Чиргаланди
- Шуурмак

## Рельєф
Передгірський рельєф займає всю північну частину кожууна. Передгірська частина з висотами 1100–1400 м має різкий тектонічний уступ — представлений шлейфами, дрібносопочником, увалами та передгірськими рівнинами.
Більше половини території розташовано у долинах. Характерною рисою рельєфу рівнинної частини є протянуті від відрогів гір сухі долини з тимчасовими водотоками.

## Клімат
Клімат різкоконтинентальний, з холодною, тривалою зимою та коротким жарким літом, сильними вітрами та суховіями на весні, що негативно відображається на рості та розвитку польових культур. Середньорічна температура повітря −5,5 С, найхолодніший місяць року — січень −34,9 С, абсолютний мінімум досягав −59,0 С. Найтепліший місяць — липень. Середньомісячна температура 17,8 С, абсолютний максимум температури повітря в липні +38 С.
Сніговий покрив лежить з початку листопада і до кінця квітня. Період із стійким сніговим покровом не перевищує 166 днів при максимальній товщині покрову 235 мм що дозволяє здійснювати зимовий випас худоби. Характерні холодна, малосніжна зима, мала кількість опадів та велика амплітуда абсолютних та середніх добових температур.
Переважний напрямок вітрів протягом року східний та південно-східний. Най вітряніший період спостерігається весною, число днів зі швидкістю вітру понад 15 м сек. рівне 31 дню, з них днів із суховіями за травень-червень 27 днів. Період із середньодобовою температурою понад 10 градусів триває 119 днів, вегетаційного періоду 128 днів. Тривалість без морозного періоду 95 днів.
Кількість опадів найменша із всіх тувинських котловин. За холодний період з жовтня по березень випадає 16-22% річної кількості опадів, весною 7-13%. Протягом літа випадає 56-67%. Відносна вологість у Тес-Хемський котловині влітку найнижча — 8% у червні, 13-14% у липні-серпні. Через це район малопридатний для вирощування сільськогосподарських культур.

## Гідрологія
Територією кожууна тече декілька річок, які беруть свій початок на південних схилах хребта Танну-Ола. Це Тес-Хем, Холь-Оожу, Оруку-Шинаа, Арисканниг-Хем, Орохин-Гол, Шивилиг-Хем, Деспен, Шуурмак, Ужарлиг-Хем. Крім Тес-Хем це типові гірські річки які живляться за рахунок атмосферних опадів та снігів у горах.
Річка Тес-Хем бере початок у горах Монголії і впадає в озеро Убсу-Нур. Води річок мають добрі смакові якості та використовується як питна.